# Охотник Фёдор
«Охотник Фёдор» — мультипликационный фильм.
По мотивам современной бурятской сказки. Картина следует общим тенденциям и настроениям советского искусства второй половины 1930-х годов.

## Сюжет
В основу фильма положена бурятская советская сказка «Как охотник Фёдор японцев прогнал» (напечатана в номере «Правды» за 9 сентября 1937).
Мальчик Фёдор прогоняет японцев, пытавшихся пробиться через границу.

## Создатели
| режиссёр                  | Александр Иванов |
| сценарист                 | Дмитрий Тарасов |
| художник-постановщик      | Геннадий Филиппов |
| художники-мультипликаторы | Фаина Епифанова, Л. Диковский, Ламис Бредис, А. Щекалина, Надежда Привалова, Т. Пузырева, Валентин Лалаянц, Б. Петин, Фёдор Хитрук, В. Макеев |
| оператор                  | П. Лебедева |
| композитор                | Александр Варламов |
| звукооператор             | С. Ренский |